# Рамон Сайсарбіторія
Рамон Сайсарбіторія (баск. Ramon Saizarbitoria; нар. 21 квітня 1944 у Сан-Себастьяні) — сучасний баскський письменник і соціолог.
Опублікував чимало праць із соціології. З середини 1960-их працював у більшості медіа Країни Басків. 1967 року разом із іншими письменниками заснував видавництво LUR, а у 1970-их — літературний журнал «Oh! Euskadi». Як письменник працював здебільшого з романами, але писав також есеї та поезію. Сайсарбіторія є одним із найважливіших авторів баскської літератури. Як і Чільярдеґі, його вважають модернізатором баскського роману, але на відміну від останнього, літературна присутність Сайсарбіторії продовжувала зростати протягом довгого часу. 1985 року режисер Альфонсо Унґрія екранізував його книгу «Ehun metro».

## Твори
Поезія
- Poesia banatua (Lur, 1969)

Романи
- Egunero Hasten Delako (Lur, 1969)
- Ehun Metro (Lur, 1976)
- Ene Jesus (Kriselu, 1976)
- Hamaika Pauso (Erein, 1995)
- Bihotz bi. Gerrako kronikak (Erein, 1996)
- Gorde nazazu lurpean (Erein, 2000)
- Kandinskyren tradizioa (Erein, 2003)
- Martutene (Erein, 2012)

Документальна
- Mendebaleko ekonomiaren historia; Merkantilismotik 1914-era arte (Lur,1970)
- Nacer en Guipúzcoa (Servicio de Estudios Aspace, 1981)
- Perinatalidad y prevención (Hordago, 1981)
- Aberriaren alde (eta kontra) (Alberdania, 1999)